# XXIIIe siècle
Le XXIIIe siècle (ou 23e siècle) de l'ère commune commencera le 1er janvier 2201 et finira le 31 décembre 2300.
Il s'étend entre les jours juliens 2 524 958,5 et 2 561 482,5,.

## Calendrier

### Types d'années
| Décennies | … 0 | … 1 | … 2 | … 3 | … 4 | … 5 | … 6 | … 7 | … 8 | … 9 |
| --------- | --- | --- | --- | --- | --- | --- | --- | --- | --- | --- |
| 220 …     | E   | D   | C   | B   | AG  | F   | E   | D   | CB  | A   |
| 221 …     | G   | F   | ED  | C   | B   | A   | GF  | E   | D   | C   |
| 222 …     | BA  | G   | F   | E   | DC  | B   | A   | G   | FE  | D   |
| 223 …     | C   | B   | AG  | F   | E   | D   | CB  | A   | G   | F   |
| 224 …     | ED  | C   | B   | A   | GF  | E   | D   | C   | BA  | G   |
| 225 …     | F   | E   | DC  | B   | A   | G   | FE  | D   | C   | B   |
| 226 …     | AG  | F   | E   | D   | CB  | A   | G   | F   | ED  | C   |
| 227 …     | B   | A   | GF  | E   | D   | C   | BA  | G   | F   | E   |
| 228 …     | DC  | B   | A   | G   | FE  | D   | C   | B   | AG  | F   |
| 229 …     | E   | D   | CB  | A   | G   | F   | ED  | C   | B   | A   |

## Évènements astronomiques prévus auXXIIIesiècle

### Liste des longues éclipses totales de Soleil
- 27 juillet 2204 : Éclipse totale de Soleil[3], (7 min 22 s), du saros 139.
- 8 août 2222 : Éclipse totale de Soleil[4], (7 min 06 s), du saros 139.
- 18 août 2240 : Éclipse totale de Soleil[5], (6 min 40 s), du saros 139.
- 7 mai 2255 : Éclipse totale de Soleil[6], (6 min 22 s), du saros 142.
- 17 mai 2273 : Éclipse totale de Soleil[7], (6 min 31 s), du saros 142.
- 28 mai 2291 : Éclipse totale de Soleil[8], (6 min 34 s), du saros 142, « couronnant » cette série.

### Autres phénomènes
- 2221 : Triple conjonction entre Mars et Saturne.
- 2 décembre 2223 : à 12:32 UTC Mars occultera Jupiter.
- La planète naine Pluton arrivera de nouveau à la même distance du Soleil que Neptune, durant septembre 2231.
Et jusqu'en octobre 2245, Pluton sera plus proche du Soleil que Neptune.
La dernière fois que cela arriva, ce fut entre février 1979 et février 1999.
- 2238/2239 : Triple conjonction entre Jupiter et Saturne.
La dernière triple conjonction entre Jupiter et Saturne s'est produite en 1981.[réf. souhaitée]
- 12 août 2243 : à 04:52 UTC, Vénus occultera Saturne.
- 11 juin 2247 : Transit de Vénus.
- 4 mars 2251 : à 10:52 UTC, Vénus occultera Uranus.
- 1er août 2253 : Mercure occultera Régulus.
La dernière occultation de Régulus par Mercure se produisit le 31 août 364 avant notre ère.[réf. souhaitée]
- 9 juin 2255 : Transit de Vénus.
- 6 mars 2258[réf. souhaitée] : La planète naine Éris arrivera à son périhélie pour la première fois depuis sa découverte.
- 6 octobre 2271 : Conjonction très rapprochée entre Vénus et Régulus, possible occultation de Régulus par Vénus.
L'occultation de Régulus par Vénus précédente aura eu lieu le 1er octobre 2044.
- 2279 : Triple conjonction entre Jupiter et Saturne.
- Dimanche 28 août 2287 : La distance entre Mars et la Terre sera de nouveau à un minimum remarquable, à 55 688 405,2 km.
Ce sera le 1er rapprochement (d'opposition périhélique) légèrement plus court (de près de 70 000 km) que celui du mercredi 27 août 2003[9].
Le rapprochement suivant encore plus serré, sera le 3 septembre 2650.

## Autres prédictions

### Super-cycle Kull-i Šayʾ
- 20 mars 2205 : Fin de l'actuel et premier super-cycle Kull-i Šayʾ de 361 années (19 x 19 ans), du calendrier badi, commencé au début de ce calendrier le 21 mars 1844[2].
- 21 mars 2205 : Début du prochain et second super-cycle Kull-i Šayʾ de ce calendrier, qui finira le 20 mars 2566[2].

### Pâques
- 22 mars 2285 : Ce sera la première fois, au IIIe millénaire, que Pâques tombera un 22 mars ; sans présager une possible réforme de la date de Pâques (en) faite dans le calendrier religieux, d'ici-là. La date de Pâques n'aura alors jamais tombé aussi tôt dans l'année depuis 1818. Le 22 mars étant d'ailleurs la date à laquelle Pâques peut tomber au plus tôt dans l'année[10].

## Liens avec la science-fiction

### Littérature
- Dans Les Derniers et les Premiers de Olaf Stapledon, l'Etat Mondial américanisé est formé à la fin du 23e siècle.
- Le roman basé sur Doctor Who, The Final Sanction, de Steve Lyons se passe durant l'ensemble de l'année 2204.
- Le roman O Presidente Negro de Monteiro Lobato est situé en 2228.
- Le roman The Witches of Chiswick de Robert Rankin se passe dans le 19e et le 23e siècle.
- Le roman The Accidental Time Machine de Joe Haldeman se passe en partie au 23e siècle.
- Le roman Pennterra de Judith Moffett se passe au 23e siècle.
- Le roman Satellite Night de Nick Pollotta se passe au 23e siècle.
- Le roman Jusqu'au cœur du soleil de David Brin se passe au 23e siècle.
- Le roman Les Enfants de Mathusalem de Robert A. Heinlein commence au 22e siècle et se termine au 23e siècle.
- Le roman Vendredi de Robert A. Heinlein se passe probablement au 23e siècle.
- La série de romans graphiques Hip Flask de Image Comics se passe au 23e siècle.
- Le roman Deucalion de Brian Caswell se passe au 23e siècle.
- Le roman Dead Space: Martyr de B. K. Evenson prend place en 2214.
- Le roman Star Man's Son d'Andre Norton se passe en 2250.

### Films
- Beaucoup de films Star Trek se déroulent au 23e siècle.
- Le film Planète interdite réalisé par Fred M. Wilcox, se déroule en 2257.
- Le film Le Cinquième Élément réalisé par Luc Besson, se déroule en 2263.
- Le film Zardoz réalisé par John Boorman, se déroule en 2293.
- Le film À travers les ronces vers les étoiles de Richard Viktorov se déroule au 23e siècle.
- Le film The Mutant Chronicles de Simon Hunter se passe en 2207.
- Le film G-Saviour de Graeme Campbell se passe en 2223.
- Le film Cargo de Ivan Engler se passe en 2267 et 2270.
- Le film L'Âge de cristal de Michael Anderson se passe en 2274.

### Télévision
- La série télévisée Star Trek est présentée comme se déroulant (en partie) à cette époque.
- Beaucoup de personnages de Gundam 00 sont nés au 23e siècle.
- La série StarHunter se déroule au 23e siècle.
- La série Quark se déroule en 2222.
- L'épisode « Tomate Terminator de demain » de la série animée La Guerre des tomates se passe en 2222, où l'humanité a été asservie par des robots ressemblant à des tomates géantes.
- La plupart de l'anime Infinite Ryvius se passe en 2225.
- La série Skyland de Nicktoons se passe en 2251.
- La série Babylon 5 se passe de 2258 à 2262.
- La série The Expanse se déroule au 23e siècle.

### Comics
- Le méchant du Marvel Comics Zarko vient du 23e siècle.

### Jeux vidéo
- Le jeu vidéo Fallout 2 se passe 80 ans après Fallout, en 2241.
- La période du Futur dans le jeu vidéo Chrono Trigger se passe en l'an 2300. Le monde, détruit par Lavos en 1999, y est post-apocalyptique et en majorité en ruines.
- Le jeu vidéo Fallout 3 commence avec la naissance du personnage principal en 2258 mais la plus grande partie du jeu se déroule en 2277.
- Le jeu vidéo Fallout: New Vegas se déroule en 2282.
- Le jeu vidéo Quake 4 se déroule en l'an 2245.
- Le jeu vidéo WipEout Pulse se déroule en 2207.
- Le jeu vidéo StarQuest Online se déroule autour de 2216.
- Le jeu vidéo Aliens versus Predator 2 se déroule entre le 23 novembre 2230 et le 7 janvier 2231. L'introduction de la campagne Predator prend place le 3 juillet 2211.
- Le jeu vidéo Escape Velocity se passe en 2246.
- Le jeu vidéo Unreal 2 se passe autour de 2251.
- Le jeu vidéo I-War se déroule en 2268.
- L'introduction de Freelancer prend place au 23e siècle.
- Le jeu vidéo Malice prend place au 23e siècle.
- Le jeu vidéo The Longest Journey se déroule en 2209, et sa séquelle Dreamfall en 2219.
- Le jeu vidéo OGame est basé autour de 2250.
- Le jeu vidéo Lego Rock Raiders prend place en 2200.
- Le niveau « Return to Planet X » du jeu vidéo TimeSplitters 2 se passe en 2280.
- Le jeu vidéo RayStorm prend place dans le 23e siècle.
- Plusieurs jeux vidéo Megaman se passent dans les années 2200.
- Le jeu vidéo X-Multiply se déroule en 2249.
- Le jeu vidéo NYR : New York Race se passe en 2215.
- Le jeu vidéo Phalanx se passe en 2279.
- Le jeu vidéo Turok prend place en ou autour de 2208.
- Le jeu vidéo Anno 2205 prend place au XXIIIe siècle.
- L'histoire du concept-album The Astonishing du groupe Dream Theater se passe en 2285.